# Serhij Stachowski
Serhij Stachowski, ukr. Сергій Стаховський (ur. 6 stycznia 1986 w Kijowie) – ukraiński tenisista, reprezentant kraju w Pucharze Davisa, olimpijczyk z Londynu (2012).

## Kariera tenisowa
Stachowski karierę tenisową rozpoczął w 2003 roku.
W grze pojedynczej wygrał 4 turnieje rangi ATP Tour. Pierwsze odniósł w chorwackim Zagrzebiu na przełomie lutego i marca 2008 roku. Dostał się do rozgrywek jako tzw. szczęśliwy przegrany wobec wycofania się Michaëla Llodry. W fazie zasadniczej dotarł do finału imprezy, wygrywając w nim z faworytem gospodarzy Ivanem Ljubičiciem 7:5, 6:2. Przed turniejem Stachowski zajmował 209. miejsce w rankingu ATP. Został piątym szczęśliwym przegranym w historii rozgrywek ATP, któremu udało się triumfować w turnieju, a pierwszym od 1991 roku, kiedy Christian Miniussi wygrał w São Paulo. Drugie zwycięstwo singlowe Ukrainiec odniósł w październiku 2009 roku w Petersburgu. Stachowski wziął udział w turnieju głównym przechodząc najpierw eliminacje. W fazie zasadniczej nie stracił seta aż do finału, w którym pokonał 2:6, 7:6(8), 7:6(7) Horacio Zeballosa. W czerwcu 2010 roku wygrał turniej w 's-Hertogenbosch na nawierzchni trawiastej. W finale pokonał Serba Janko Tipsarevicia 6:3, 6:0. Czwarty singlowy tytuł wywalczył pod koniec sierpnia 2010 roku w New Haven, eliminując po drodze m.in. Markosa Pagdatisa, a w finale 3:6, 6:3, 6:4 Denisa Istomina.
W grze podwójnej Stachowski triumfował w 4 turniejach ATP Tour.
Od roku 2004 Stachowski jest regularnym reprezentantem kraju w Pucharze Davisa. Do końca 2012 roku rozegrał dla drużyny łącznie 42 meczów – 26 w singlu (wygrał 17) i 16 w deblu (11 wygrał).
W 2012 roku zagrał w grze pojedynczej igrzysk olimpijskich w Londynie. Odpadł z rywalizacji w 1. rundzie pokonany przez Lleytona Hewitta.
W rankingu gry pojedynczej Stachowski najwyżej był na 31. miejscu (27 września 2010), a w klasyfikacji gry podwójnej na 33. pozycji (6 czerwca 2011).

### Finały w turniejach ATP Tour
| Legenda                                      |
| -------------------------------------------- |
| Wielki Szlem                                 |
| Igrzyska olimpijskie                         |
| Tennis Masters Cup / ATP Finals              |
| ATP Masters Series / ATP Tour Masters 1000   |
| ATP International Series Gold / ATP Tour 500 |
| ATP International Series / ATP Tour 250      |

#### Gra pojedyncza (4–0)
| Końcowy wynik | Nr | Data             | Turniej          | Nawierzchnia  | Przeciwnik       | Wynik finału        |
| ------------- | -- | ---------------- | ---------------- | ------------- | ---------------- | ------------------- |
| Zwycięzca     | 1. | 2 marca 2008     | Zagrzeb          | Twarda (hala) | Ivan Ljubičić    | 7:5, 6:4            |
| Zwycięzca     | 2. | 1 listopada 2009 | Petersburg       | Twarda (hala) | Horacio Zeballos | 2:6, 7:6(8), 7:6(7) |
| Zwycięzca     | 3. | 19 czerwca 2010  | 's-Hertogenbosch | Trawiasta     | Janko Tipsarević | 6:3, 6:0            |
| Zwycięzca     | 4. | 29 sierpnia 2010 | New Haven        | Twarda        | Denis Istomin    | 3:6, 6:3, 6:4       |

#### Gra podwójna (4–0)
| Końcowy wynik | Nr | Data                 | Turniej | Nawierzchnia  | Partner           | Przeciwnicy                               | Wynik finału        |
| ------------- | -- | -------------------- | ------- | ------------- | ----------------- | ----------------------------------------- | ------------------- |
| Zwycięzca     | 1. | 12 października 2008 | Moskwa  | Twarda (hala) | Potito Starace    | Stephen Huss Ross Hutchins                | 7:6(4), 2:6, 10–6   |
| Zwycięzca     | 2. | 13 czerwca 2010      | Halle   | Trawiasta     | Michaił Jużny     | Martin Damm Filip Polášek                 | 4:6, 7:5, 10–7      |
| Zwycięzca     | 3. | 26 lutego 2011       | Dubaj   | Twarda        | Michaił Jużny     | Jérémy Chardy Feliciano López             | 4:6, 6:3, 10–3      |
| Zwycięzca     | 4. | 21 lipca 2019        | Newport | Trawiasta     | Marcel Granollers | Marcelo Arévalo Miguel Ángel Reyes-Varela | 6:7(10), 6:4, 13–11 |